# Pawlopil
Pawlopil (ukrainisch Павлопіль; russisch Павлополь Pawlopol) ist ein Dorf im Süden der ukrainischen Oblast Donezk mit etwa 600 Einwohnern (2001).

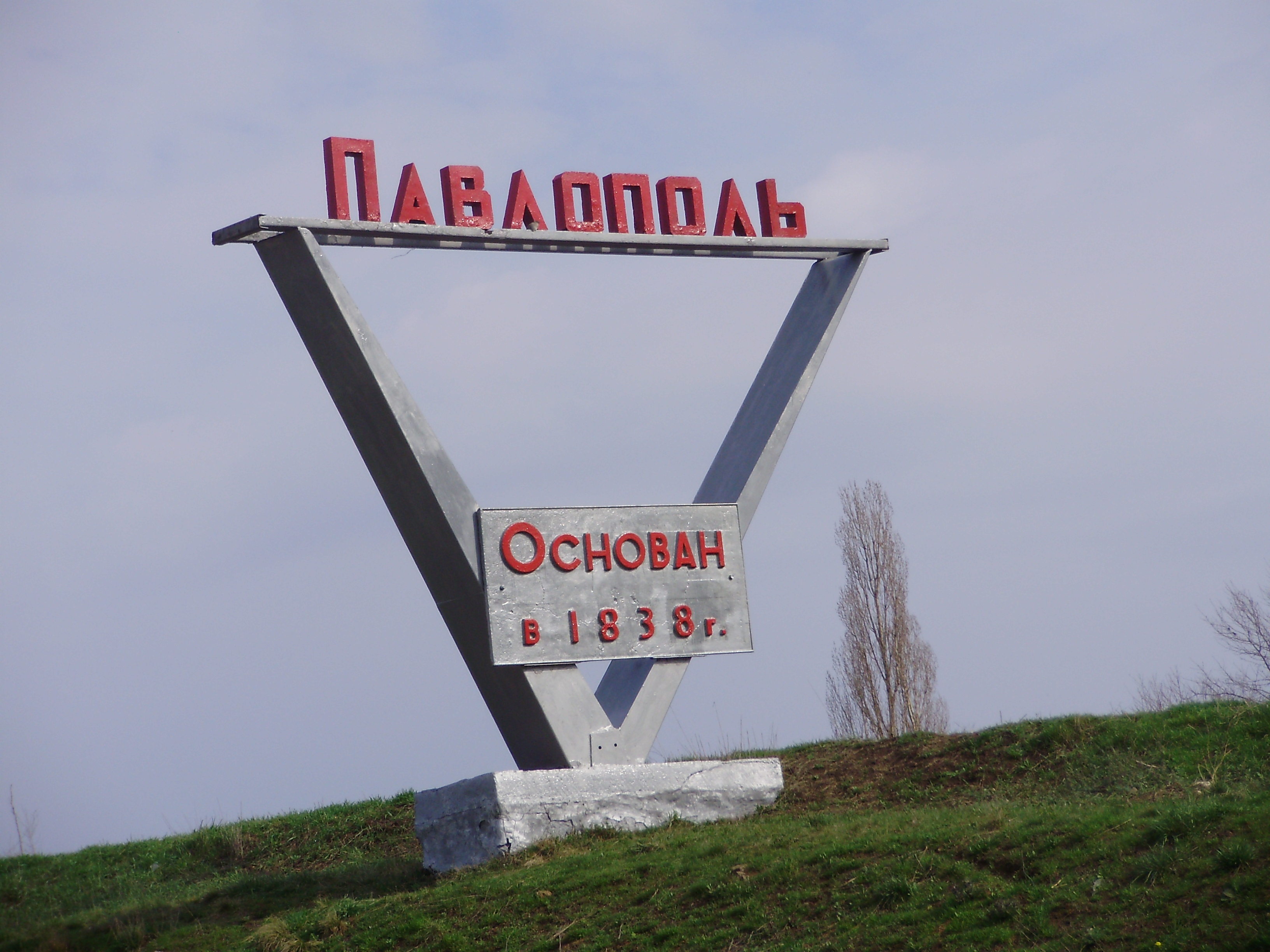
Ortseingang

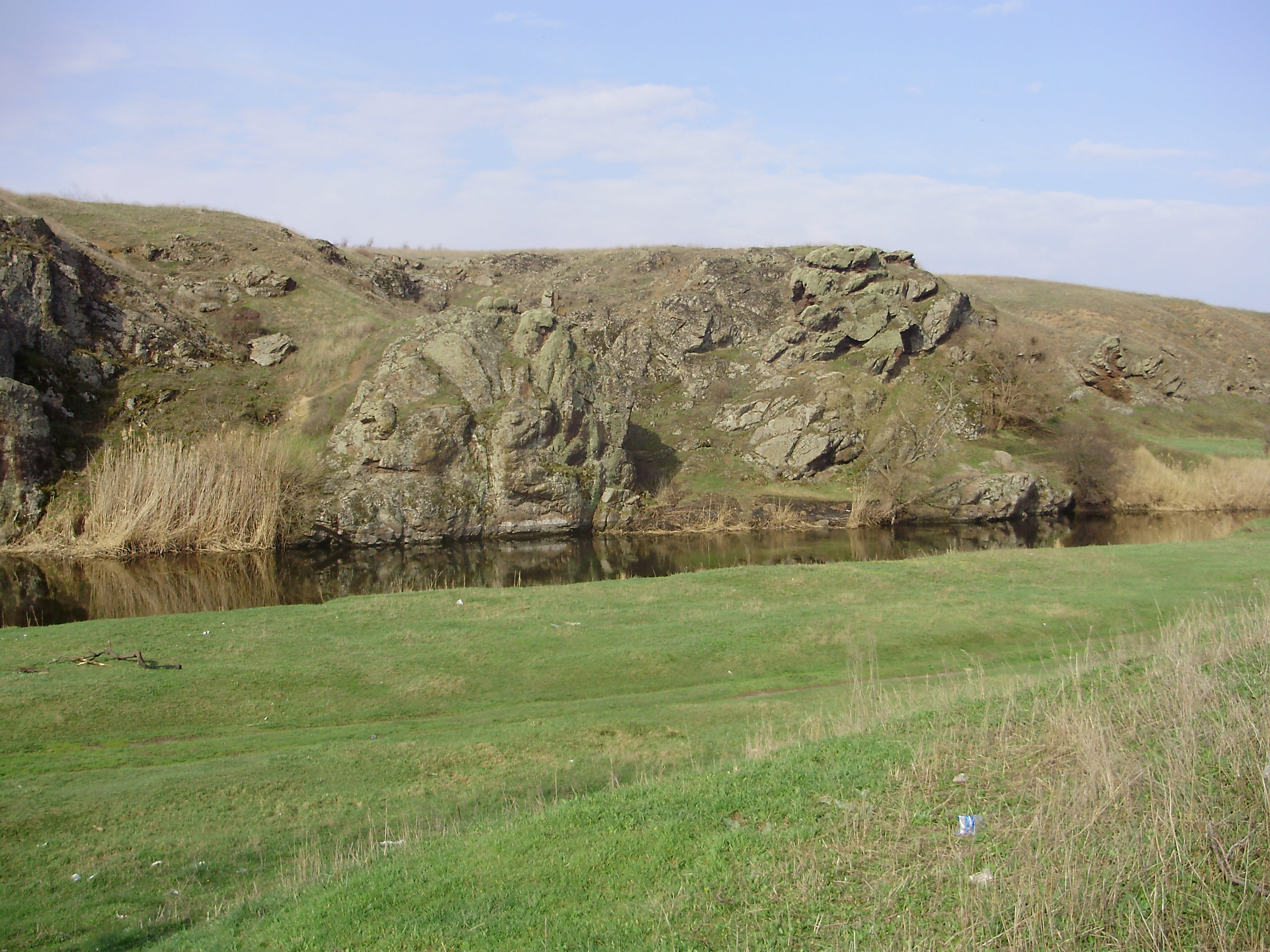
Steilufer des Kalmius bei Pawlopil

Die Ortschaft liegt auf einer Höhe von 45 m am linken Ufer des Kalmius, einem 209 km langen Zufluss zum Asowschen Meer, 50 km südöstlich vom ehemaligen Rajonzentrum Wolnowacha und 105 km südlich vom Oblastzentrum Donezk. Die Hafenstadt Mariupol liegt 30 km südwestlich vom Dorf. Im Osten grenzt Pawlopil an den Rajon Telmanowe.
Das 1838 gegründete Dorf gehörte bis Dezember 2014 zum Rajon Nowoasowsk und kam, nachdem das Rajonzentrum Nowoasowsk unter russische Kontrolle fiel, an den Rajon Wolnowacha.
Am 8. September 2014 wurde, während des Ukrainekrieges, beim Dorf die Brücke über den Kalmius gesprengt. Das Dorf, in dessen Nähe die Front zur sogenannten Volksrepublik Donezk verläuft, wird immer wieder Ziel von Angriffen aus dem benachbarten Gebiet.
Am 12. Juni 2020 wurde das Dorf ein Teil der neugegründeten Siedlungsgemeinde Sartana, bis dahin bildete es zusammen mit dn Dörfern Pyschtschewyk (Пищевик) und Tschernenko (Черненко) die gleichnamige Landratsgemeinde Pawlopil (Павлопільська сільська рада/Pawlopilska silska rada) im Südosten des Rajons Wolnowacha.
Am 17. Juli 2020 wurde der Ort ein Teil des Rajons Mariupol.